# Верхние Курчали
Верхние Курчали (чечен. Лаккха-Курчалa) — село в Веденском районе Чеченской Республики. Входит в состав Курчалинского сельского поселения.

## География
Село расположено на правом берегу реки Гумс, в 40 км к северо-востоку от районного центра Ведено.
Ближайшие сёла: на северо-востоке — Бас-Гордали и Гордали, на северо-западе — Средние Курчали и Нижние Курчали, на юге — Юкерчу-Гонха, на юго-западе — Эрсеной, востоке — Центорой, на юго-востоке — Борзе, на западе — Меседой.

## История

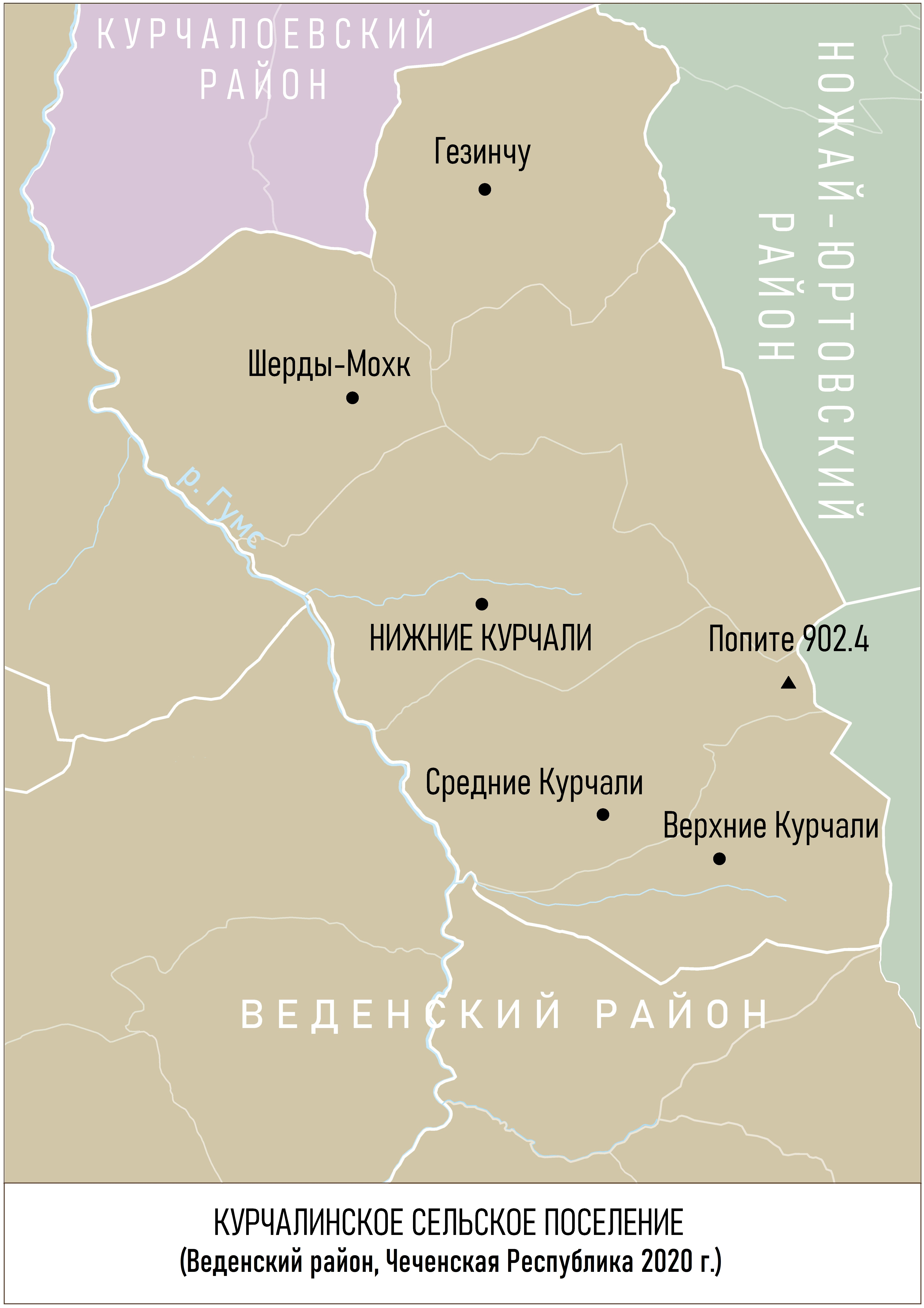

В 1944 году после депортации чеченцев и ингушей и упразднении Чечено-Ингушской АССР селение Верхние Курчали, было переименовано в Верхний Колоб и заселён выходцами из соседнего Дагестана.
После восстановления Чечено-Ингушской АССР и возвращения чеченцев населённому пункту было возвращено его прежнее название — Верхние Курчали, а выходцы из Дагестана переселены обратно.

## Население
| 1990 | 2002 | 2010 |
| ---- | ---- | ---- |
| 270  | ↘0   | ↗218 |